# Cyrtinus mussoi
Cyrtinus mussoi is een keversoort uit de familie van de boktorren (Cerambycidae). De wetenschappelijke naam van de soort werd voor het eerst geldig gepubliceerd in 1990 door Joly & Rosales.